# جنوبية سدير
جنوبية سدير هي إحدى بلدان إقليم سدير، وهي من ديار بني العنبر من بني تميم وفيها قارتهم المشهورة (قارة بني العنبر). وتقع هذه البلدة على وادي الفقي. وتقع على بعد 145 كلم شمال مدينه الرياض وتشتهر بالمزارع وتكنى بالبصيرة لكثرة نخيلها، وأيضاً من أسمائها (قارة صبحا) التي قال فيها محمد بن سعود بن مانع (هميلان) :
وهي من أقدم بلدان إقليم سدير.
وقد كانت مقر إمارة والي اليمامة الصحابي سمرة العنبري.